# Мунстер (королевство)

Ирландия в раннем Средневековье. Территория Мунстера на юге острова.

Королевство Манстер (или Мунстер, Мюнстер) — историческое королевство на юго-западе Ирландии, существовавшее с начала нашей эры до 1118 года. Одно из четырёх исторических королевств Ирландии, наряду с Ольстером, Лейнстером и Коннахтом.
Королевство Мунстер возникло после распада древнего королевства Улад и с тех пор стало важным политическим и культурным центром. Оно охватывало современные графства Керри, Клэр, Лимерик и часть других графств.

## История
Согласно легендарным сведениям, в древности Ирландия была поделена на две половины: северную «Leth Guinn», и южную «Leath Moga». Впоследствии южная разделилась на исторические области Лейнстер на юго-востоке и Манстер на юго-западе.
Первый источник о существовании Манстера как государственного образования (карту) оставил греко-римский географ Птолемей из Александрии в 100 году. На тот момент доминирующим народом региона были иверны.
На протяжении большей части тысячелетия королями Манстера были представители династии Эоганахтов. Первым исторически подтверждённым королём этой династии считается Коналл Корк, ставший правителем ок. 390 года, в то время как легендарные правители вроде Муга Нуадата упоминаются ещё в середине 2 века.
Христианство, ставшее государственной религией Римской империи в 380 году, начало распространяться в Ирландии в пятом веке, и базой для его распространения был юг острова, включая Манстер.
В девятом веке начались частые набеги викингов на Ирландию. Местное население смогло организовать сопротивление и периодически наносить поражения рейдерам, хотя баланс сил часто менялся — например, в 845 году в Манстере был похищен аббат города Алма. В обороне Манстера участвовал король Ольхобар мак Кинэда. Начиная с середины века викинги основали несколько береговых поселений для торговли награбленным имуществом, иногда называя себя королями этих мест: Уотерфорд, Йол, Корк, Лимерик.
В начале X века набеги возобновились с новой силой. В 914 на юге графства Уотерфорд появился большой флот, со следующего года местные земли активно грабились. В Манстер отправился со своими войсками верховный король Ирландии Ниалл Глундуб. Поход закончился неудачей: сражение при Маг Фемене 917 года не принесло победы, а в 919 году Ниалл погиб. К середине века большинство набегов прекратилось.
В 978 году, после победы над королём династии Эоганахтов Маэлмуадом мак Браном, королём Манстера стал основатель династии О’Брайенов Бриан Бору. К 1002 году он стал верховным королём Ирландии и погиб в бою с датчанами в 1014 году.
В 1118 году, в конце правления старого короля Ирландии Муйрхертаха О’Брайена и при активном участии молодого короля Коннахта, будущего верховного короля Тойрделбаха, Глэнмайрским договором (англ. Treaty of Glanmire) королевство Манстер было разделено на королевства Томонд во главе с Конхобаром О’Брайеном и Десмонд во главе с династией МакКарти.

## Культура
Мунстер был известен своими культурными достижениями, включая литературу, музыку и архитектуру. Здесь также развивались особые традиции и обычаи, характерные для региона.

## Современность
Сегодня территория бывшего Королевства Мунстер входит в состав юго-западной части Республики Ирландия в рамках провинции Манстер. Некоторые элементы его исторического и культурного наследия сохраняются в современной ирландской культуре.